# Arbetslivsorientering
Arbetslivsorientering förkortat AO är ett skolämne som kan finnas i gymnasieskolorna i Sverige. Det berör arbetsmiljöer och tar upp frågor som fackföreningar, skatter, samhälle, politik och liknande saker. Dessa lektioner är till för att eleverna lättare ska kunna klara av arbetslivet när de lämnar skolan. Arbetslivsorientering förekommer oftast på gymnasielinjer som är yrkesinriktade då dessa är avsedda för att eleverna efter gymnasieutbildningen direkt ska kunna gå ut och arbeta.